# Alain Aoun
Pour les articles homonymes, voir Aoun.
 (mai 2023).
Si vous disposez d'ouvrages ou d'articles de référence ou si vous connaissez des sites web de qualité traitant du thème abordé ici, merci de compléter l'article en donnant les références utiles à sa vérifiabilité et en les liant à la section « Notes et références ».
Alain Aoun (né en 1971) est député libanais, membre du Courant patriotique libre (CPL).
Ingénieur en Télécom et détenteur d'un MBA de formation, neveu du Président Libanais le général Michel Aoun, il lutte contre l'occupation syrienne dès 1989. Activiste au sein du Courant patriotique libre dès sa création, il est alors élu député maronite de la circonscription de Baabda le 7 juin 2009, sur la liste du Changement et de la Réforme. Il est réélu le 6 mai 2018 pour un troisième mandat. Le 20 mai 2018 mai 2018, il est élu par l'assemblée générale, secrétaire du parlement libanais.

## Biographie
Après une carrière professionnelle essentiellement passée au sein du groupe Alcatel où il occupe plusieurs postes (études d'offres, direction de projets de construction de réseaux de communication de lignes fixes ou mobiles) en France et à l'étranger, il se consacre entièrement à la vie politique.
Son engagement politique commence quand il adhère au Courant patriotique libre (CPL) dès sa création au moment où le général Michel Aoun alors chef du gouvernement (1988-1990) lance la guerre de libération contre l'occupation militaire syrienne du Liban.
Après l'exil du général Aoun en France, Alain Aoun co-fonde le Rassemblement pour le Liban (RPL), représentant officiel du CPL en France où il s'était établi.
Au sein du RPL en France puis du CPL au Liban, Alain Aoun occupe plusieurs postes à responsabilité et prend part à toutes les activités du CPL dans sa lutte pour la libération du Liban de l’occupation syrienne. Il est arrêté à plusieurs reprises pour des raisons politiques,.
De retour au Liban, il participe au sein du CPL à la « révolution du Cèdre » en 2005 qui aboutit au retrait des forces syriennes du Liban ainsi qu'au retour du général Michel Aoun au pays après 15 ans d'exil. Il publie différents écrits et articles dans la presse autour des évènements du Liban.
Le 7 juin 2009, il se présente aux élections législatives et est élu député maronite de la circonscription de Baabda, sur la liste du bloc de Changement et de la Réforme. Il est réélu le 6 mai 2018 pour un troisième mandat. Le 20 mai, il est élu par l'assemblée générale, secrétaire du bureau exécutif du parlement libanais.
Alain Aoun est membre titulaire ou participant dans plusieurs commissions parlementaires : Finance et Budget, Défense et Intérieur, Télécom et Média et plusieurs sous-commissions dont celle sur la décentralisation administrative, les achats publics, les zones économiques spéciales et la concurrence.

## Source
- Cet article est partiellement ou en totalité issu du site MPL Belgique, le texte ayant été placé par l’auteur ou le responsable de publication sous la licence Creative Commons paternité partage à l'identique ou une licence compatible.
- Cet article est partiellement ou en totalité issu du site Parlement Libanais, le texte ayant été placé par l’auteur ou le responsable de publication sous la licence Creative Commons paternité partage à l'identique ou une licence compatible.